# Гавукчян, Мартирос
Мартирос Гавукчян (арм. Մարտիրոս Գավուկչյան, 8 августа 1908, Нигде, Турция — 8 августа 1988, Монреаль, Канада) — армянский архитектор, занимался также историей, археологией и лингвистикой. Заслуженный архитектор Армянской ССР (1972).

## Биография
Родился 8 августа 1908 года в городе Нигде Турции, откуда вскоре его семья перебралась в Мосул. В 1935—1947 гг. — главный архитектор города Мосул. В 1947—1979 гг. работал архитектором в Армении, где принимал участие в строительстве и восстановлении различных зданий и памятников архитектуры.
Благодаря своему интересу к раскопкам и исследованию развалин древних городов (в частности, Ниневии), увлёкся историей, в особенности историей Древнего Востока — Шумера, Аккада, Ассирии и Урарту. Занимался проблемой происхождения армянского народа. Участвовал в переводе клинописей, найденных, в частности, в Нузи (один из городов хурритского государства Митанни 2-го тысячелетия до н. э.).
Владел армянским, арабским, французским, немецким, итальянским, английским и русским языками, знал и использовал в работе другие европейские и славянские языки. Изучал также шесть «мёртвых» языков, включая аккадский, шумерский и хурритский, увлекался разными науками — археологией, мифологией, лексикологией и т. д.
Живя и работая в Советской Армении, наладил контакты в Академии наук Армении, а в 1970 году выступил с статьёй «Происхождение имён Армен и Ай», поддерживающей одну из концепций армянской принадлежности Урарту, в рамках дискуссии на эту тему, которую проводил журнал «Коммунист». Точка зрения Мартироса Гавукчяна в СССР поддержана не была, и дальнейшие публикации исследователь осуществлял в других странах, издавая книги за свой счёт. В частности, в 1973 году в Бейруте на армянском языке вышло его капитальное исследование «Происхождение имён Армен и Ай и Урарту», наиболее полно раскрывающее армянскую теорию Урарту. В течение следующего десятилетия на армянском языке были изданы ещё две крупные работы Гавукчяна в США и Канаде, а также их переиздания на английском языке, где исследователь приводил доводы в пользу связи армянского и шумерского народов.
В последние годы своей жизни Мартирос Гавукчян изучал шумерскую культуру Убейд в попытках доказать, что армянский народ — древнейший в мире.
В отличие от архитектурных работ, исторические труды Мартироса Гавукчяна не получили научного признания, ему не удалось опубликовать свои работы в рецензируемых научных изданиях ни в СССР, ни в странах Запада. Однако в последнее время в Армении резко возрос интерес к трудам исследователя в рамках концепции доказательства автохтонности армян на Армянском нагорье.
Другие армянские последователи этой концепции, включая Левона Шаиняна, Рафаела Ишханяна, Анжелы Терьян, Карапета Сукиасяна, Александра Варпетяна и Лили Степанян, используют труды Гавукчяна в своих работах.